# Black Snow (film 1990)
Black Snow (本命年S, běn mìng niánP) è un film del 1990 diretto da Xie Fei.